# Antônio Carlos (Santa Catarina)
Antônio Carlos é um município do estado de Santa Catarina. O topônimo deve-se ao político brasileiro Antônio Carlos Ribeiro de Andrada.
O atual prefeito é Geraldo Pauli (MDB), reeleito nas eleições de 2020.

## História

### Origens e povoamento
Em 1828 o governo imperial brasileiro deu uma ordem para ser fundada a Colônia São Pedro de Alcântara, no talvegue do rio Maruim, no município de São José, perto de Florianópolis, capital de Santa Catarina.
Logo depois da ordem imperial, durante a chegada de uma grande quantidade de colonizadores foi penetrado o talvegue do rio Biguaçu, (nas proximidades do primeiro), dando início ao povoamento das terras atualmente pertencentes ao município de Antônio Carlos. Eram naturais da Alemanha (ou seja, eram os primeiros colonizadores alemães de Santa Catarina), e vieram de Bremen. Os colonizadores alemães por uma grande variedade de fatores, não tiveram sucesso de se estabelecerem no lugar onde ocorreu a fundação da colônia.

## Demografia
No censo demográfico de 2022 do Instituto Brasileiro de Geografia e Estatística (IBGE), a população do município era de 11 224 habitantes, apresentando uma densidade populacional de 47,88 hab./km².
Conforme o mesmo censo, 5 633 eram do sexo masculino e 5 591 do sexo feminino, uma razão de sexo de 100,75. Segundo o censo de 2010, 2 341 habitantes viviam na zona urbana (31,39%) e 5 117 na zona rural (68,61%).

## Governo

### Formação administrativa
Por meio da Lei nº 928, de 6 de novembro de 1963, criou-se o município de Antônio Carlos, com território que se desmembrou de Biguaçu. O novo município foi instalado no dia 21 de dezembro do mesmo ano em que foi criado. O senhor Sebastião João Pauli foi o prefeito que venceu as primeiras eleições municipais.

## Subdivisões
Antônio Carlos possui apenas o distrito sede, formalmente constituído em 21 de dezembro de 1963 (Fonte:IBGE).
Destacam-se as seguintes localidades:
- Centro
- Canudos
- Egito
- Guiomar de Baixo
- Guiomar de Dentro
- Guiomar de Fora
- Louro
- Rachadel
- Rio Farias
- Santa Barbara
- Santa Maria
- Vila Doze de Outubro

## Economia
A economia do município baseia-se na agricultura, o maior produtor de hortaliças de Santa Catarina com produção média anual de 150 mil toneladas. A agricultura é a força da economia do município. Pelo menos 80% das famílias antoniocarlenses vivem da produção e comercialização dos hortifrutigranjeiros, abastecendo 60% dos CEASA de Santa Catarina. Outros pontos que estão se fortalecendo na economia local são o turismo, a fábrica de refrigerantes e a produção orgânica.

## Cultura

### Língua nacional e língua local
Ao lado da língua portuguesa, o idioma nacional e oficial do Brasil, o alemão Hunsrückisch também faz parte do histórico do município desde seus tempos pioneiros, gozando oficialmente do status de língua co-oficial.

### Esporte

#### Campeonato de Futebol Amador de Antônio Carlos
O Campeonato de Futebol Amador de Antônio Carlos é a competição de futebol amador disputada pelas equipes do município. Tem como participantes as equipes Grêmio E.C. Louro, Internacional F.C., Rio Farias F.C., Vila Doze F.C., Rachadel F.C., Bonsucesso F.C., Cruzeiro F.C., Santa Maria F.C., Olímpico F.C., S.E.R. Antonio Carlos, S.E. Estrela Azul, S.E. Canudense e S.E. Antonio Carlense.
Organizado atualmente pela Secretaria Municipal de Esportes, o campeonato é disputado desde 2002.
A atual edição do campeonato é formada por apenas oito equipes.
Desde a sua criação, apenas quatro equipes levaram o título:
| Ano  | Campeão       | Vice          |
| ---- | ------------- | ------------- |
| 2002 | Grêmio Louro  | Rachadel      |
| 2003 | Bonsucesso    | Grêmio Louro  |
| 2004 | Bonsucesso    | Rachadel      |
| 2005 | Vila Doze     | Cruzeiro      |
| 2006 | Vila Doze     | Grêmio Louro  |
| 2007 | Vila Doze     | Cruzeiro      |
| 2008 | Santa Maria   | Vila Doze     |
| 2009 | Rachadel      | Santa Maria   |
| 2010 | Vila Doze     | Cruzeiro      |
| 2011 | Santa Maria   | Grêmio Louro  |
| 2012 | Estrela Azul  | Santa Maria   |
| 2013 | Estrela Azul  | Rachadel      |
| 2014 | Vila Doze     | Santa Maria   |
| 2015 | Estrela Azul  | Rachadel      |
| 2016 | Estrela Azul  | Vila Doze     |
| 2017 | Vila Doze     | Internacional |
| 2018 | Internacional | Rachadel      |
| 2019 | Estrela Azul  | Vila Doze     |

A equipe com mais títulos é a Vila Doze.